# Operatie Marshall
Operatie Marshall was de codenaam voor een SAS-operatie in het Franse departement Corrèze.

## Geschiedenis
De SAS dropte op 9 augustus 1944 32 soldaten van het 3e Franse Parachutistenbataljon nabij het stadje Corrèze. De manschappen hadden als taak meegekregen het ontregelen van het troepenvervoer naar het noorden, waar twee weken eerder Operatie Cobra, de uitbraak van het Normandisch bruggenhoofd, van start was gegaan. De Duitsers hadden daar versterkingen nodig en die moesten vanuit Midden- en Zuid-Frankrijk komen. De eenheid moest die oprukkende Duitse troepen zo veel mogelijk vertragen. Het deed dit door de Duitsers voortdurend aan te vallen. 
Daarnaast hadden ze de opdracht het coördineren en leiden van verzetsacties, omdat de geallieerde opmars, vanwege de slechte organisatie van het Franse verzet, af en toe vertraging opliep.